# 헤비즈

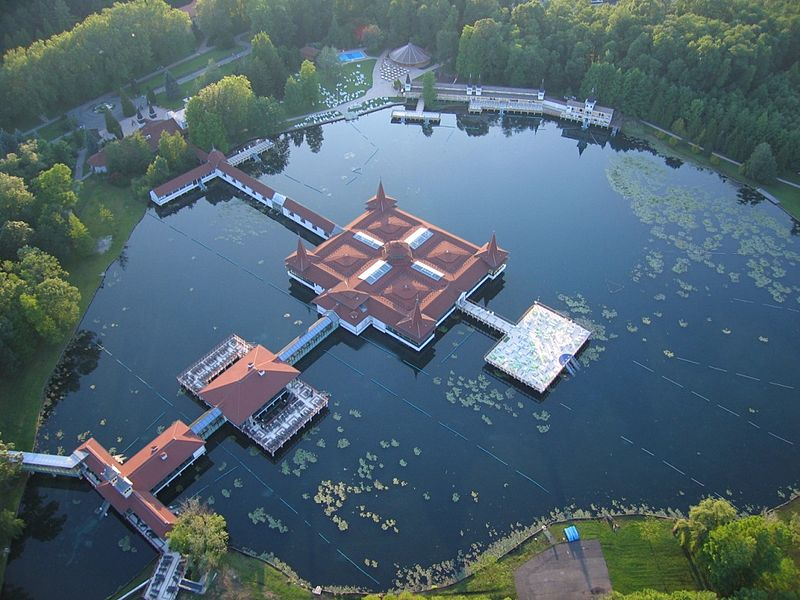
헤비즈호

헤비즈(헝가리어: Hévíz)는 헝가리 절러주에 있는 온천 마을이다. 케스트헤이에서 약 8 킬로미터 (5 마일) 떨어져 있다.
이 마을은 세계에서 두 번째로 큰 온천 호수이자 생물학적으로 가장 큰 활동적인 자연 호수인 헤비즈호 근처에 위치하고 있다.